# 鉻酸酯

铬酸叔丁酯是一种铬酸酯

鉻酸酯（英語：Chromate ester）是铬酸形成的酯，包含R-O-CrO2-O-R基团，結構和其它酯類官能基相似。它們可以由三氧化鉻（CrO3）和含水鉻酸根離子等六价铬化合物合成，容易被還原成鉻(IV)。
鉻酸酯是瓊斯氧化反應的主要反應中間體。含有烯丙基的铬酸酯可透過[3,3]-σ遷移反應重排，得到烯酮產物。可分離的鉻酸酯的例子有鉻酸叔丁酯（(CH3)3CO)2CrO2）。